# RTÉ九點鐘新聞
《RTÉ九點鐘新聞》（英語：RTÉ News: Nine O'Clock）是愛爾蘭愛爾蘭廣播電視新聞部製作的新聞節目，在每日21:00於RTÉ One播出。這節目於愛爾蘭廣播電視啟播當日（1961年12月31日）首播。